# Завтур, Анна Андреевна
А́нна Андре́евна Завту́р (род. 25 февраля 1999, Санкт-Петербург) — российская актриса театра и кино.

## Биография
Выросла в многодетной семье: есть три брата. Родители уделяли большое внимание образованию детей, нанимая для них частных педагогов: Анна, в частности, изучала живопись и историю балета под руководством Инны Скляревской, автора книги «Тальони. Феномен и миф». Её старший брат Никита получил образование режиссёра в Нью-Йоркской киноакадемии.
После школы в 2016 году Анна Завтур поступила в Российский государственный институт сценических искусств (мастерская Вениамина Фильштинского). В 2020 году окончила вуз. В кино снимается с 2017 года.
С 2020 года — актриса Малого драматического театра.

### Театр
Играть в постановках начала ещё в детстве: первой сценой Анны была гостиная дома её родителей. Старший брат Никита ставил любительские спектакли, в которых принимали участие его братья и сестра. В частности, Анна вспоминает про одну традиционную постановку по мотивам сказки «Курочка Ряба», которую они разыгрывали перед гостями каждый Новый год:
Я играла яйцо, мышь, да и бабку тоже. Такой современный театр, где одна актриса играет много ролей. Помню, больше всего мне нравилось играть яйцо. Я сворачивалась калачиком, катилась и грандиозно раскрывалась — типа «разбилась».
После окончания вуза Завтур играла сразу в двух театрах, Малом драматическом и Fulcro, но через полтора года из-за напряжённого графика сделала выбор в пользу МДТ, где стала ведущей актрисой.

### Кино
В 2017 году она дебютировала в социальной мелодраме «Невод» режиссёра Александры Стреляной. Главные роли в фильме исполнили Юрий Борисов, Мария Боровичева и Никита Кукушкин. Картину представили на Международном кинофестивале в Варшаве и на фестивале российского кино Sputnik, также драма получила «Гран-при» на Международном кинофестивале Porto Femme в Порту. В 2018 году Анна исполнила небольшую роль в биографической драме Кирилла Серебренникова «Лето», которая завоевала ряд престижных наград, в том числе «Премию за лучший саундтрек»Рома Зверь получил награду за лучший саундтрек за фильм Кирилла Серебренникова «Лето». Вокруг.ТВ. Дата обращения: 11 ноября 2024.</ref>.
Регулярно снимается в кино с 2020 года. Первым большим проектом называет драму «Немцы», в которой получила роль Эрны, дочери независимого журналиста Антона Эбергарда.
Анна Завтур снималась в сериалах «Капкан на судью», «Цикады», «Лихие» и других.

## Личная жизнь
Высокая (рост — 174 см) актриса не замужем, долгое время ничего не рассказывала о своей личной жизни. С 2022 года она встречается с режиссером Стасом Ивановым, который ранее был женат на Валерии Ланской.

## Фильмография
| Год  |   | Название                        | Роль                     |
| ---- | - | ------------------------------- | ------------------------ |
| 2017 | ф | Невод                           | гостья вечеринки         |
| 2018 | ф | Лето                            | девушка в белом          |
| 2020 | с | Шерлок в России                 | привидение               |
| 2020 | с | Немцы                           | Эрна                     |
| 2022 | с | Капкан на судью                 | Лена                     |
| 2023 | с | Цикады                          | Елена Сальникова         |
| 2023 | ф | Отпуск в октябре                | Лена                     |
| 2023 | ф | Рыжий                           | Марина                   |
| 2023 | с | Разрешите обратиться            | Лена                     |
| 2023 | ф | Поедем с тобой в Макао          | Имя персонажа не указано |
| 2024 | с | Лихие                           | Лиза в юности            |
| 2024 | ф | Чайка                           | Нина Михайловна Заречная |
| 2024 | с | Он просто чудо                  | Кристина                 |
| 2025 | ф | Походу любовь                   | Лиза                     |
| 2025 | с | Высокий сезон                   | Аня                      |
| 2025 | с | Путешествие на солнце и обратно | Ира                      |
| 2024 | с | Хирург                          | Марина                   |